# Albert Salazar
Albert Salazar Sánchez-Bueno (* 5. Dezember 1995 in Vallromanes) ist ein spanischer Schauspieler.

## Leben und Karriere
Salazar wurde in Vallromanes geboren. Seine Schauspielausbildung absolvierte er an der Escola Superior d’Art Dramàtic Eòlia und später am Laura Jou Estudi per a l’Actor. Seinen Durchbruch hatte er von 2015 bis 2017 in der Serie La Riera. 2018 übernahm er die Rolle des Carlos in dem Stück A.K.A. Für diese Darstellung erhielt er 2019 den Premio Max als bester Hauptdarsteller.
Außerdem war er 2020 in dem Film Los pájaros no vuelan de noche zu sehen. Im selben Jahr trat er in Drama auf. Zwischen 2021 und 2023 belegte er in der Serie El internado, El internado: Las Cumbres eine der Hauptrollen.

## Filmografie
Filme
- 2016: Behind the Backstage
- 2020: Los pájaros no vuelan de noche

Serien
- 2015–2017: La Riera
- 2016: Drama
- 2020: El crédit
- 2021–2023: El internado: Las Cumbres
- 2023: Todas las veces que nos enamoramos
- 2024: Bojos per Moliére